# Briggen Tre Liljor
Briggen Tre Liljor är en roman av den svenske författaren Olle Mattson, första gången utgiven 1955. Den filmatiserades 1961, se Briggen Tre Liljor (film).

### Fotnoter
1. ↑  ”Briggen Tre Liljor”. Libris.kb.se. http://libris.kb.se/hitlist?q=Briggen+Tre+Liljor&r=&f=simp&t=v&s=rc&g=&m=10. Läst 14 mars 2013.
2. ↑  ”Briggen Tre Liljor”. Svensk Filmdatabas. http://www.sfi.se/sv/svensk-filmdatabas/Item/?type=MOVIE&itemid=4647&ref=%2ftemplates%2fSwedishFilmSearchResult.aspx%3fid%3d1225%26epslanguage%3dsv%26searchword%3dbriggen+tre+liljor%26type%3dMovieTitle%26match%3dBegin%26page%3d1%26prom%3dFalse. Läst 14 mars 2013.